# Norman Pace (Schauspieler)
Norman John Pace (* 17. Februar 1953 in Dudley) ist ein britischer Schauspieler, Komiker und Drehbuchautor.

## Leben
Norman Pace wuchs in der Großstadt Dudley auf. Nach seinem Schulabschluss nahm er zunächst ein Studium an der University of Greenwich auf. Dieses Studium beendete er dann aber zugunsten seiner Schauspielausbildung an einer Schauspielschule in London, wo er seit 1975 lebt.
Pace trat ab Ende der 1970er-Jahre in zahlreichen Fernsehshows als Stand-up-Comedian auf. Seit 1983 hat er als Schauspieler vor der Kamera in bislang mehr als 30 Film-und-Fernsehproduktionen mitgewirkt. Einem breiten Publikum bekannt wurde er im Vereinigten Königreich vor allem durch seine Mitwirkung an der Sketch-Reihe Hale and Pace, die von Oktober 1988 bis zum Dezember 1998 auf dem Sender ITV in rund 66 Folgen lief. Norman Pace und Gareth Hale waren zu dieser Zeit ein sehr beliebtes Komikerduo. Darüber hinaus ist er auch als Drehbuchautor für Fernsehserien und Comedy-Formate tätig.
Pace ist seit 1976 verheiratet und Vater von drei Kindern.

## Filmografie (Auswahl)
- 1989: Doctor Who (Fernsehserie, 1 Folge)
- 2004: Casualty (Fernsehserie, 18 Folgen)